# Unbreakable
Unbreakable és el 18è àlbum d'estudi del grup de Heavy Metal alemany Scorpions, publicat el 2004.
En aquest àlbum, Scorpions torna al seu estil propi original després de diversos àlbums d'experimentació

## Llista de cançons
Totes les cançons són escrites per Rudolf Schenker i Klaus Meine, excepte les que s'especifiquen.
1. "New Generation" (Schenker, Meine) – 5:51
2. "Love 'em Or Leave 'em" (Schenker, Kottak, Meine) – 4:04
3. "Deep And Dark" (Jabs, Meine) – 3:39
4. "Borderline" (Schenker, Meine) – 4:53
5. "Blood Too Hot" (Schenker, Meine) – 4:16
6. "Maybe I Maybe You" (Rohani, Meine) – 3:32
7. "Someday Is Now" (Schenker, Kottak) – 3:25
8. "My City My Town" (Meine) – 4:55
9. "Through My Eyes" (Schenker, Meine) – 5:23
10. "Can You Feel It" (Kottak, Meine) – 3:49
11. "This Time" (Jabs) – 3:36
12. "She Said" (Kolonovits, Meine) – 4:42
13. "Remember The Good Times (Retro Garage Mix)" (Schenker, Bazilian, Meine) – 4:24

### Cançons extra en la versió japonesa
1. "Dreamers" (Meine, Schenker, Bazilian)
2. "Too Far" (Jabs, Meine)

## Formació
- Klaus Meine: Cantant
- Rudolf Schenker: Guitarra
- Matthias Jabs: Guitarra
- James Kottak: bateria
- Pawel Maciwoda: baix
- Barry Sparks: baix al 2 & 4
- Ingo Powitzer: baix al 11